# فهرست ذرات
ذرات بنیادی که در کیهان تاثیر بسزایی در آفرینش ماده و ضد ماده داشته اند به طور کلی از SA ,FM, SOA تشکیل شده اند.
با ترکیب FM و SA ذرات پیچیده پدیدار شده اند و SOA نقشه عمده را دارد و به عنوان پشتیبان در شکل گیری ذرات پیچیده انرژی های بوزون هیگز را خنثی میکند.

## ذرات بنیادی

### کوارک‌ها
- بالا
- پایین
- شگفت
- افسون
- سر
- ته

### لپتون‌ها
- الکترون
- میون
- تاو

پاد لپتون‌ها
- پوزیترون
- پادمیون
- پادتاو

نوترینوها
- الکترون نوترینو
- میون نوترینو
- تاو نوترینو

پادنوترینوها
- پادالکترون نوترینو
- پادمیون نوترینو
- پادتاو نوترینو

### ذرات واسطه
ذرات حامل نیروهای بنیادی طبیعت تمام این ذرات بوزون هستند.

### فرمیون
ذراتی هستند که اسپینشان نیم‌صحیح باشد.

### بوزون
بوزون به ذراتی گفته می‌شود که اسپینشان صحیح باشد.
- فوتون
- بوزون‌های W و Z
- گلوئون
- گراویتون (هنوز کشف نشده)
- هیگز

## ذرات ترکیبی

### هادرون

#### باریون(فرمیون هستند)
خصوصیات اصلی آنها این است که از سه کوارک تشکیل شده‌اند
- پروتون
- نوترون
- هیپرون‌ها

پاد ذره
- پاد پروتون
- پاد نوترون
- پاد هیپرون

#### مزون (فرمیون است)
- پیون
- ذره سای
- کائون

پاد ذره
پاد پیون 
پاد سای
پاد کائون

### اتم
به جدول تناوبی عناصر رجوع شود.

### مولکول
به فهرست ترکیبات رجوع شود